# Quebrada Umirpa
Quebrada Umirpa är ett periodiskt vattendrag i Chile.   Det ligger i regionen Región de Arica y Parinacota, i den norra delen av landet, 1 600 km norr om huvudstaden Santiago de Chile.